# Bandera d'Albons
La bandera oficial d'Albons (Baix Empordà) té la descripció següent:
| « | Bandera apaïsada, de proporcions dos d'alt per tres d'ample, verda amb un pal central blanc de gruix 2/9 de la llargada del drap. Al centre de cada part verda, una estrella de vuit puntes blanca, de diàmetre 1/3 de l'alçada del mateix drap. | » |

## Història
Va ser aprovada en el Ple de l'ajuntament el 28 de novembre de 1994 i publicada en el DOGC el 25 de gener de 1995. Està basada en l'escut heràldic de la localitat.